# Тойокава

Тойока́ва (яп. 豊川市, とよかわし, МФА: [tojokawa ɕi̥]?) — місто в Японії, в префектурі Айті. Розташоване в південно-східній частині префектури, у нижній течії річки Тойо.   Виникло на основі середньовічного прихрамового містечка біля синтоїстського святилища Тойокава-Інарі. Отримало статус міста 1969 року. Площа становить 160,75 км². Станом на 1 серпня 2011 року населення складало 181 464  осіб, густота населення — 1130 осіб/км².  Основою економіки є сільське господарство, садівництво, машинобудування, лісова промисловість, виготовлення оптичних товарів, комерція.   

## Історія
1 лютого 2010 року поглинуло містечко Кодзакай повіту Хой.